# The Brinkerhoff
The Brinkerhoff est un ancien lodge américain dans le comté de Teton, dans le Wyoming. Situé au sein du parc national de Grand Teton, cet établissement a été construit en 1946 dans un style rustique. Il est inscrit au Registre national des lieux historiques depuis le 23 avril 1990.